# リオ・ブラボー

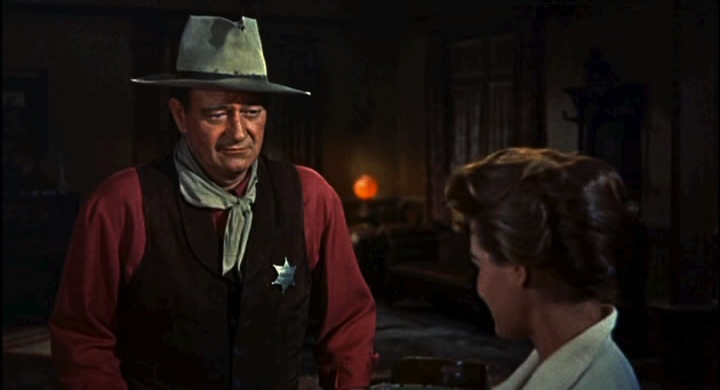
ジョン・ウェイン（左）とアンジー・ディキンソン（予告編から）

『リオ・ブラボー』（Rio Bravo）は、ハワード・ホークス監督、ジュールス・ファースマンとリイ・ブラケット脚本、ジョン・ウェイン主演の1959年の西部劇映画。原作はB・H・マッキャンベルの短編小説。

## 解説
本作はフレッド・ジンネマンの『真昼の決闘』に描かれた保安官の姿に不満を持ったハワード・ホークスとジョン・ウェインが『真昼の決闘』へのアンチ・テーゼとして制作したといわれている。

## あらすじ
メキシコとの国境に近いテキサスの町リオ・ブラボーで保安官のチャンス（ジョン・ウェイン）は、殺人犯ジョー（クロード・エーキンス）を逮捕した。しかし、この近郊の有力者でジョーの兄・バーデット（ジョン・ラッセル）が、ジョーの身柄を移動させないよう部下に命じて駅馬車の車輪を壊し、見張りを立てて町を封鎖した。
町の人々は静観するばかりで、チャンスは連邦保安官が来るまでの6日の間、僅かな味方と共にバーデット一味と戦うことになる。チャンスの味方となるのは、かつて早撃ちだったものの2年前に失恋して以来酒に溺れている保安官補デュード（ディーン・マーティン）、片脚が不自由で毒舌な年寄りの牢屋番スタンピー（ウォルター・ブレナン）、ダイナマイト輸送の護衛として町に着いた早撃ちの若者コロラド（リッキー・ネルソン）、駅馬車が壊れて滞在を余儀なくされた女賭博師で踊り子のフェザーズ（アンジー・ディキンソン）ら数人だけだった。孤立した彼らの耳に聞こえるのは、バーデットが金で懐柔したバーのバンドが一日中流す『皆殺しの歌』のメロディだった。
バーデットに雇われたガンマンたちの度重なる襲撃をかわしつつ、駅馬車が直っても町を立ち去らないフェザーズと親交を深めて行くチャンス。デュードも酒を絶ち、アルコール依存症から立ち直り始めた。
だが、バーデッド一味は酒場の厨房を密かに占拠し、チャンスを陥れてデュードを連れ去った。ジョーとデュードの交換を要求するバーデット。応じると見せて町外れの倉庫へ出向くチャンスとコロラド。捕虜交換で歩いて互いに味方の側へ向かう途中で、デュードがジョーを殴り倒した。撃ち合いとなり、多勢に無勢だったがスタンピーもホテルアアラモのカルロスも駆けつけ、コロラドがリオ・ブラボーに運んでいたダイナマイトで攻撃されてバーデット一味は降参する。主犯のバーデットは逮捕され手下は逃げ散った。フェザーズは踊り子時代の衣装と肌を見せつけることでやっとチャンスを素直にさせた。フェザーズが窓から投げ捨てたタイツを拾ったスタンピーが2階を見上げてデュードに「届けに行くか？」と冗談を言いつつ歩いていく。リオ・ブラボーの町に平和が戻った。

## キャスト
| 役名                       | 俳優                           | 日本語吹替                    | 日本語吹替                          | 日本語吹替                                   |
| 役名                       | 俳優                           | NETテレビ旧版                 | フジテレビ版                        | NETテレビ新版                                |
| -------------------------- | ------------------------------ | ----------------------------- | ----------------------------------- | -------------------------------------------- |
| ジョン・Ｔ・チャンス保安官 | ジョン・ウェイン               | 小林昭二                      | 小林昭二                            | 納谷悟朗                                     |
| デュード "ボラチョン"      | ディーン・マーティン           | 羽佐間道夫                    | 広川太一郎                          | 羽佐間道夫                                   |
| フェザーズ                 | アンジー・ディキンソン         | 富永美沙子                    | 鈴木弘子                            | 武藤礼子                                     |
| スタンピー                 | ウォルター・ブレナン           | 槐柳二                        | 千葉耕市                            | 槐柳二                                       |
| コロラド・ライアン         | リッキー・ネルソン             | 前川功人                      | 富山敬                              | 古谷徹                                       |
| ネイサン・バーデット       | ジョン・ラッセル               |                               |                                     | 西田昭市                                     |
| ジョー・バーデット         | クロード・エイキンス           |                               |                                     | 小林清志                                     |
| カルロス・ロバンテ         | ペドロ・ゴンザレス＝ゴンザレス |                               |                                     | 増岡弘                                       |
| パット・ホイーラー         | ワード・ボンド                 | 寄山弘                        |                                     | 雨森雅司                                     |
| 不明 その他                |                                |                               |                                     | 北浜晴子 寺島幹夫 若本紀昭 田中康郎 兼本新吾 |
|                            |                                |                               |                                     |                                              |
| 演出                       |                                |                               |                                     | 春日正伸                                     |
| 翻訳                       |                                |                               |                                     | 山田小夜子                                   |
| 調整                       |                                |                               |                                     | 山田太平                                     |
| 効果                       |                                |                               |                                     | PAG                                          |
| 制作                       |                                |                               |                                     | 日米通信社                                   |
| 解説                       |                                | 淀川長治                      | 高島忠夫                            | 淀川長治                                     |
| 初回放送                   |                                | 1969年7月6日 『日曜洋画劇場』 | 1973年4月6日 『ゴールデン洋画劇場』 | 1977年1月2日 『日曜洋画劇場』                |

## 音楽
- 『皆殺しの歌』 - メキシコ軍がアラモの砦を攻撃する前に流したといわれる『DE GUELLO』を元にディミトリ・ティオムキンが作曲したもので、翌1960年にジョン・ウェインが監督・主演した『アラモ』でも使用された。
- 『ライフルと愛馬』 - 歌手としても有名なディーン・マーティンとロックンロール歌手であるリッキー・ネルソンが二人で歌うシーンがある。『ライフルと愛馬』は本作と同じくハワード・ホークス監督、ディミトリ・ティオムキン音楽、ジョン・ウェイン主演、ウォルター・ブレナン助演の1948年の映画『赤い河』で使用された曲である。
- 『シンディ』 - 歌：リッキー・ネルソン、ディーン・マーティン、ウォルター・ブレナン
- 『リオ・ブラボー』— 歌：ディーン・マーティン（エンドクレジット）

## エピソード
- 撮影中にマーティンが「本当に俺の手が震えたらタバコを巧く巻けるかな？」と言ったら即ウェインが「心配するな、その時は俺が巻いてやるよ」と返した事をホークスは劇中に取り入れている。
- ウェインの宿泊しているホテル名は「THE ALAMO」である。
- アンジー・ディキンソン演じるフェザーズはホークス的女性像の典型とされている[2]。

## 与えた影響・ファン・評価
- マカロニ・ウェスタンやクエンティン・タランティーノに影響を与えている[3]。
- 濱口竜介やビクトル・エリセ、エドワード・ヤン、ジャン＝リュック・ゴダール、エリック・ロメール、グレタ・ガーウィグ[4]、ジョン・カーペンター[5]も本作のファンである。
- 仮面ライダーで知られる石ノ森章太郎の代表作である秘密戦隊ゴレンジャー、同作から始まるスーパー戦隊シリーズは本作から強い影響を受けて創作された[6]。